# منوس لیلیدال
منوس لیلیدال (انگلیسی: Magnus Liljedahl؛ زادهٔ۶ مارس ۱۹۵۴) قایقران قایق بادبانی بازنشسته‌ی اهل ایالات متحده آمریکا است. وی در المپیک تابستانی ۲۰۰۰ سیدنی مدال طلا گرفت.